# الساري (دير الزور)
قرية الساري هي بوابة مدينة صبيخان من الغرب. تبعد  عن مركز المدينة ما يقارب 3 كيلو متر كما تبعد عن مركز محافظة  دير الزور حوالي 65 كيلو وعن مدينة البوكمال حوالي 65 كيلو يسكنها حوالي 7000 نسمة سكانها .